# (2961) Katsurahama
(2961) Katsurahama (1982 XA; 1941 WZ; 1951 UD; 1968 QH) ist ein ungefähr sechs Kilometer großer Asteroid des inneren Hauptgürtels, der am 7. Dezember 1982 vom japanischen Astronomen Tsutomu Seki am Geisei-Observatorium in Geisei in der Präfektur Kōchi in Japan (IAU-Code 372) entdeckt wurde. Er gehört zur Levin-Familie, einer Gruppe von Asteroiden, die nach (2076) Levin benannt ist.

## Benennung
(2961) Katsurahama wurde nach Katsurahama, einem Strand in Kōchi, der Heimatstadt des Entdeckers Tsutomu Seki, benannt. Dieser Strand ist einer der beliebtesten Reiseziele in Japan.